# 2588 Flavia
A 2588 Flavia (ideiglenes jelöléssel 1981 VQ) a Naprendszer kisbolygóövében található aszteroida. Brian A. Skiff fedezte fel 1981. november 2-án.